# 2009 en athlétisme
Cette page présente les principaux évènements survenus entre le 1er janvier et le 31 décembre 2009 en athlétisme.

## Faits marquants

### Février
- 15 février 2009 : la Russe Yelena Isinbayeva améliore son propre record du monde de saut à la perche en salle en franchissant 5,00 m lors du meeting de Donetsk. Elle est la première femme à passer 5,00 m en salle.
- 18 février 2009 : l'Éthiopienne Meseret Defar établit un nouveau record du monde du 5 000 m en salle lors du meeting de Stockholm grâce à un temps de 14 min 24 s 37.
- 18 février 2009 : décès de Kamila Skolimowska, championne olympique du lancer du marteau en 2000.

### Mars
- 28 mars 2009 : l'Éthiopien Gebre Gebremariam remporte les Championnats du monde de cross-country disputés à Amman. La Kényane Florence Jebet Kiplagat s'impose chez les femmes.

### Avril
- 29 avril 2009 : à Pékin, trois athlètes (sur un total de 6 sportifs) ont été contrôlés positifs à l'EPO (CERA) par un laboratoire français ; parmi eux Rachid Ramzi, champion olympique du 1 500 m et Athanasía Tsoumeléka, championne olympique du 20 km marche en 2004.

### Mai
- 17 mai 2009 : avec 14 s 35, le Jamaïcain Usain Bolt bat le record du monde de l'Italien Pietro Mennea sur 150 m, lors d'une exhibition à Manchester.
- 30 mai 2009 : pour sa rentrée sur 200 m, l'Américain Tyson Gay établit à New York la troisième performance de tous les temps sur la distance avec 19 s 58.

### Juin
- 8 juin 2009 : L'ancien champion olympique de la longueur, l'Américain Dwight Phillips réalise la neuvième performance mondiale de tous les temps en sautant à 8,74 m lors du Prefontaine Classic à Eugene dans l'Oregon.
- 21 juin 2009 : Renaud Lavillenie devient le deuxième français après Jean Galfione à passer la barre des 6 mètres au saut à la perche. Avec un saut à 6,01 m lors du championnat d'Europe par équipe à Leiria, il améliore la marque de son ainé de trois centimètres.

### Juillet
- 31 juillet 2009 : l'Américaine Allyson Felix établit la meilleure performance de l'année sur 200 m en signant le temps de 21 s 88 (+ 1,3 m/s) lors du meeting de Stockholm.

### Août
- 16 août 2009 : Le Jamaïcain Usain Bolt bat son propre record du monde du 100 m, établit à Pékin un an auparavant jour pour jour, en réussissant un chrono de 9 s 58 lors des Mondiaux de Berlin. Il remporte ainsi le titre de champion du monde en améliorant de 11 centièmes son propre record et devient ainsi le premier homme à courir la distance sous les 9 s 60.
- 20 août 2009 : Usain Bolt devient également champion du monde du 200 mètres d’athlétisme et bat son précédent record du monde (19,30 secondes) en 19,19 secondes.

### Septembre
- 20 septembre 2009 : Une semaine après avoir établi la meilleure performance de l'année lors sur 100 m lors la Finale mondiale de l'athlétisme en 10 s 67, l'Américaine Carmelita Jeter réalise 10 s 64 au meeting de Shanghai, signant la quatrième meilleure performance de tous les temps, et devenant la deuxième athlète la plus rapide après Florence Griffith-Joyner.

### Novembre
- 22 novembre 2009 : Usain Bolt et Sanya Richards sont désignés athlètes de l'année 2009 par l'IAAF.

### Décembre
- 13 décembre 2009 : l'Espagnol Alemayehu Bezabeh et la Britannique Hayley Yelling remportent les Championnats d'Europe de cross-country à Dublin.

## Compétitions

### Mondiales
| Compétition                            | Lieu          | Date                   |
| -------------------------------------- | ------------- | ---------------------- |
| Championnats du monde de cross-country | Amman         | 28 mars                |
| Golden League                          | 6 meetings    | 14 juin au 4 septembre |
| Jeux méditerranéens                    | Pescara       | 30 juin - 3 juillet    |
| Universiade                            | Belgrade      | 7 - 12 juillet         |
| Championnats du monde jeunesse         | Bressanone    | 8 - 12 juillet         |
| Jeux de la Lusophonie                  | Lisbonne      | 11 - 19 juillet        |
| Championnats du monde                  | Berlin        | 15 - 23 août           |
| Finale mondiale de l'athlétisme        | Thessalonique | 12 - 13 septembre      |
| Championnats du monde de semi-marathon | Birmingham    | 11 octobre             |

### Continentales

#### Afrique
| Compétition                   | Lieu    | Date                |
| ----------------------------- | ------- | ------------------- |
| Championnats d'Afrique junior | Bambous | 30 juillet - 2 août |

#### Amérique du Sud, centrale et Caraïbes
| Compétition                                      | Lieu           | Date                |
| ------------------------------------------------ | -------------- | ------------------- |
| Championnats d'Amérique du Sud                   | Lima           | 19 - 21 juin        |
| Championnats d'Amérique centrale et des Caraïbes | La Havane      | 3 - 7 juillet       |
| Jeux panaméricains junior                        | Port-d'Espagne | 31 juillet - 2 août |

#### Asie
| Compétition                    | Lieu      | Date                    |
| ------------------------------ | --------- | ----------------------- |
| Championnats d'Asie            | Canton    | 10 - 14 novembre        |
| Jeux asiatiques en salle       | Hanoï     | 31 octobre - 2 novembre |
| Jeux asiatiques de la jeunesse | Singapour | 30 juin - 3 juillet     |

#### Europe

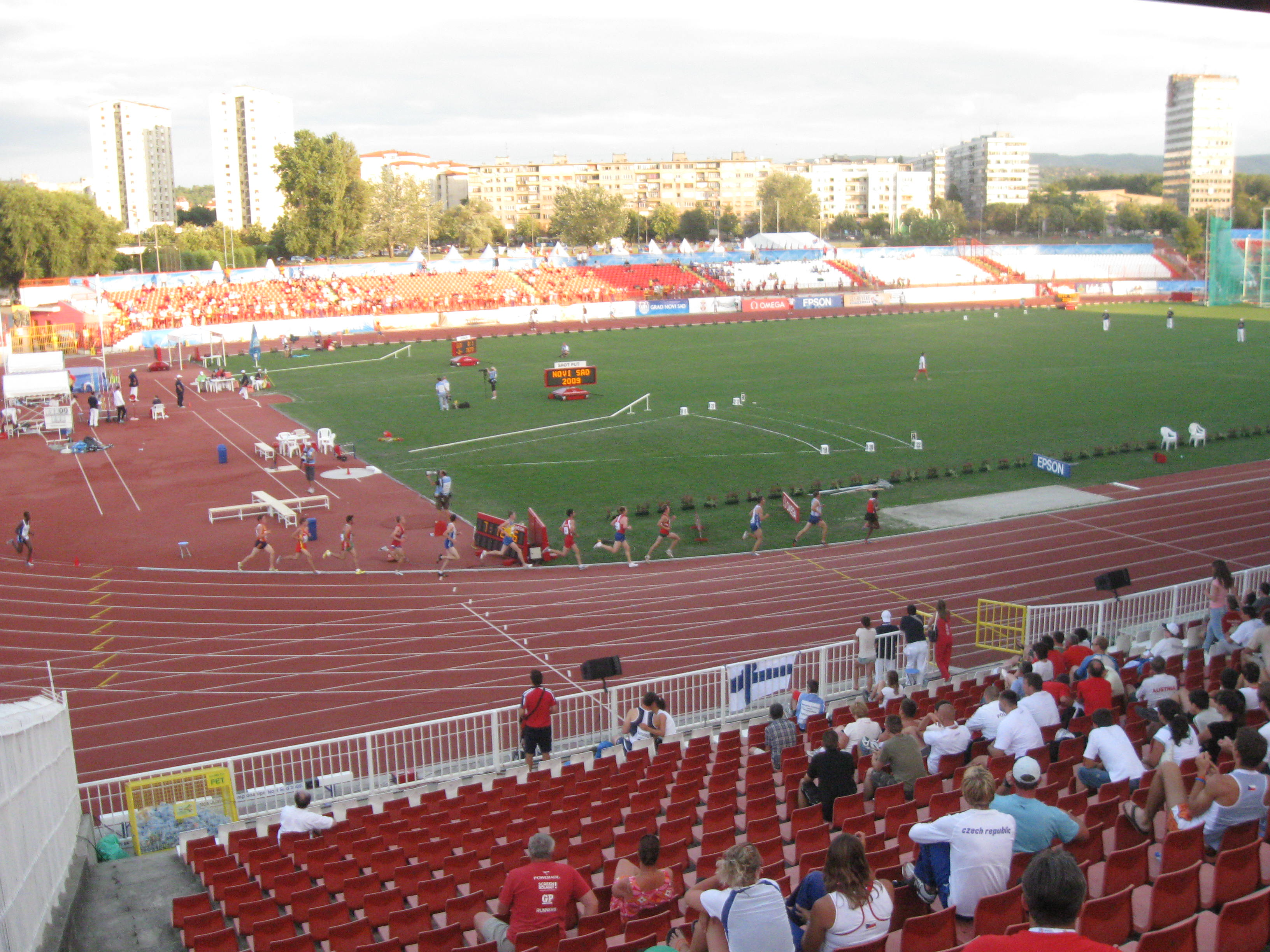
Championnats d'Europe junior à Novi Sad

| Compétition                            | Lieu                                   | Date            |
| -------------------------------------- | -------------------------------------- | --------------- |
| Championnats d'Europe en salle         | Turin                                  | 6 - 8 mars      |
| Championnats d'Europe par équipes      | Leiria Bergen Banská Bystrica Sarajevo | 20 - 21 juin    |
| Championnats d'Europe junior           | Novi Sad                               | 23 - 26 juillet |
| Championnats d'Europe espoirs          | Kaunas                                 | 16 - 19 juillet |
| Championnats d'Europe de cross-country | Dublin                                 | 13 décembre     |
| Coupe d'Europe hivernale des lancers   | Tenerife                               | 14 - 15 mars    |
| Coupe d'Europe de marche               | Metz                                   | 24 mai          |
| Jeux des petits États d'Europe         | Liechtenstein                          | Juin            |
| Coupe d'Europe des épreuves combinées  | Szczecin Saragosse Maribor             | 27 - 28 juin    |

#### Océanie
| Compétition    | Lieu   | Date             |
| -------------- | ------ | ---------------- |
| Jeux océaniens | Sydney | 8 - 18 septembre |

## Records battus en 2009

### Records du monde
| Épreuve                 | Athlète                                                                          | Résultat        | Lieu           | Date              |
| ----------------------- | -------------------------------------------------------------------------------- | --------------- | -------------- | ----------------- |
| 100 mètres              | Usain Bolt                                                                       | 9 s 58          | Berlin         | 16 août 2009      |
| 200 mètres              | Usain Bolt                                                                       | 19 s 19         | Berlin         | 20 août 2009      |
| 10 kilomètres           | Micah Kogo                                                                       | 27 min 01 s     | Brunssum       | 29 mars 2009      |
| 15 kilomètres           | Deriba Merga                                                                     | 41 min 29 s     | Ras el Khaïmah | 20 février 2009   |
| 30 kilomètres           | Haile Gebreselassie                                                              | 1 h 27 min 49 s | Berlin         | 20 septembre 2009 |
| 30 kilomètres           | Samuel Kiplimo Kosgei                                                            | 1 h 27 min 49 s | Berlin         | 20 septembre 2009 |
| Relais 4 × 1 500 mètres | Kenya İlham Tanui Özbilen Gideon Gathimba Geoffrey Kipkoech Rono Augustine Choge | 14 min 36 s 23  | Bruxelles      | 4 septembre 2009  |

| Épreuve           | Athlète           | Résultat | Lieu   | Date         |
| ----------------- | ----------------- | -------- | ------ | ------------ |
| Saut à la perche  | Yelena Isinbayeva | 5,06 m   | Zurich | 28 août 2009 |
| Lancer du marteau | Anita Włodarczyk  | 77,96 m  | Berlin | 22 août 2009 |

### Records continentaux
| Épreuve                     | Athlète                 | Résultat       | Lieu           | Date             |
| --------------------------- | ----------------------- | -------------- | -------------- | ---------------- |
| Afrique                     |                         |                |                |                  |
| 800 mètres hommes           | David Rudisha           | 1 min 42 s 01  | Rieti          | 6 septembre 2009 |
| Saut en longueur hommes     | Godfrey Khotso Mokoena  | 8,50 m         | Madrid         | 4 juillet 2009   |
| 10 000 mètres femmes        | Meselech Melkamu        | 29 min 53 s 80 | Utrecht        | 14 juin 2009     |
| Lancer du javelot femmes    | Sunette Viljoen         | 65,43 m        | Belgrade       | 7 juillet 2009   |
| Amérique du Nord            |                         |                |                |                  |
| 100 mètres hommes           | Usain Bolt              | 9 s 58         | Berlin         | 16 août 2009     |
| 200 mètres hommes           | Usain Bolt              | 19 s 19        | Berlin         | 20 août 2009     |
| 5 000 mètres hommes         | Dathan Ritzenhein       | 12 min 56 s 27 | Zurich         | 28 août 2009     |
| 400 mètres haies femmes     | Melaine Walker          | 52 s 42        | Berlin         | 20 août 2009     |
| 3 000 mètres steeple femmes | Jennifer Barringer      | 9 min 12 s 50  | Berlin         | 17 août 2009     |
| Amérique du Sud             |                         |                |                |                  |
| 200 mètres hommes           | Alonso Edward           | 19 s 81        | Berlin         | 20 août 2009     |
| 3 000 mètres steeple femmes | Sabine Letícia Heitling | 9 min 41 s 22  | Londres        | 25 juillet 2009  |
| Saut à la perche femmes     | Fabiana Murer           | 4,82 m         | Rio de Janeiro | 7 juin 2009      |
| Asie                        |                         |                |                |                  |
| Triple saut hommes          | Li Yanxi                | 17,59 m        | Jinan          | 26 octobre 2009  |
| Lancer du poids hommes      | Sultan al-Habashi       | 21,13 m        | Ad Dawhah      | 8 mai 2009       |
| Saut en hauteur femmes      | Marina Aitova           | 1,99 m         | Athènes        | 13 juillet 2009  |
| Europe                      |                         |                |                |                  |
| 3 000 mètres steeple hommes | Bouabdellah Tahri       | 8 min 01 s 18  | Berlin         | 18 août 2009     |
| Saut à la perche femmes     | Yelena Isinbayeva       | 5,06 m         | Zurich         | 28 août 2009     |
| Lancer du marteau femmes    | Anita Włodarczyk        | 77,96 m        | Berlin         | 22 août 2009     |
| Océanie                     |                         |                |                |                  |
| 10 000 mètres hommes        | Collis Birmingham       | 27 min 29 s 73 | Berkeley       | 4 avril 2009     |
| 100 mètres haies femmes     | Sally McLellan          | 12 s 50        | Monaco         | 28 juillet 2009  |

## Meilleures performances mondiales de l'année
Meilleures performances de l'année établies durant la saison 2009.

### Hommes

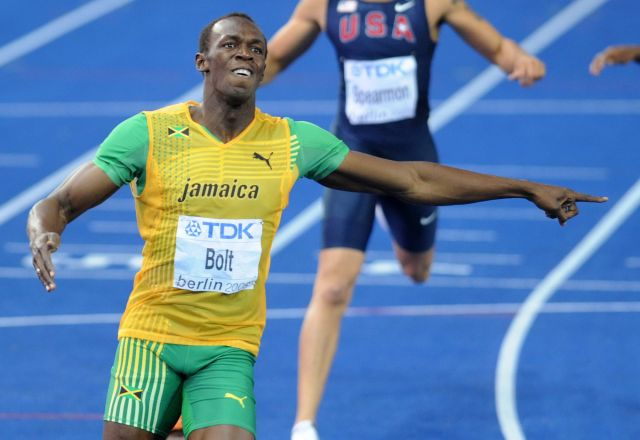
Triple champion du monde à Berlin, Usain Bolt est désigné athlète masculin de l'année par l'IAAF.

| Épreuve                 | Performance       | Athlète                                                                           |
| ----------------------- | ----------------- | --------------------------------------------------------------------------------- |
| 50 mètres               | 5 s 70            | Abidemi Omole                                                                     |
| 60 mètres               | 6 s 42            | Dwain Chambers                                                                    |
| 100 mètres              | 9 s 58            | Usain Bolt                                                                        |
| 200 mètres              | 19 s 19           | Usain Bolt                                                                        |
| 400 mètres              | 44 s 06           | LaShawn Merritt                                                                   |
| 800 mètres              | 1 min 42 s 01     | David Rudisha                                                                     |
| 1 000 mètres            | 2 min 16 s 23     | Abubaker Kaki                                                                     |
| 1 500 mètres            | 3 min 29 s 47     | Augustine Choge                                                                   |
| Mile                    | 3 min 48 s 50     | Asbel Kiprop                                                                      |
| 2 000 mètres            | 5 min 00 s 32     | Jukka Keskisalo                                                                   |
| 3 000 mètres            | 7 min 28 s 37     | Eliud Kipchoge                                                                    |
| 5 000 mètres            | 12 min 52 s 32    | Kenenisa Bekele                                                                   |
| 10 000 mètres           | 26 min 46 s 31    | Kenenisa Bekele                                                                   |
| 10 kilomètres           | 27 min 01 s       | Micah Kogo                                                                        |
| 15 kilomètres           | 41 min 29 s       | Deriba Merga                                                                      |
| 20 kilomètres           | 55 min 59         | Sammy Kirop Kitwara                                                               |
| Heure                   | 20,822 kilomètres | Haile Gebreselassie                                                               |
| Semi-marathon           | 58 min 52 s       | Patrick Makau                                                                     |
| 25 kilomètres           | 1 h 13 min 09 s   | Haile Gebreselassie                                                               |
| 30 kilomètres           | 1 h 27 min 49 s   | Haile Gebreselassie                                                               |
| Marathon                | 2 h 04 min 27 s   | Duncan Kibet                                                                      |
| 100 kilomètres          | 2 h 04 min 27 s   | Duncan Kibet                                                                      |
| 3000 mètres steeple     | 7 min 58 s 85     | Ezekiel Kemboi                                                                    |
| 50 mètres haies         | 6 s 40            | Shamar Sands                                                                      |
| 60 mètres haies         | 7 s 37            | Terrence Trammell                                                                 |
| 110 mètres haies        | 13 s 04           | Dayron Robles                                                                     |
| 400 mètres haies        | 47 s 91           | Kerron Clement                                                                    |
| Saut en hauteur         | 2,40 m            | Ivan Ukhov                                                                        |
| Saut à la perche        | 6,01 m            | Steven Hooker                                                                     |
| Saut en longueur        | 8,74 m            | Dwight Phillips                                                                   |
| Triple saut             | 17,73 m           | Phillips Idowu                                                                    |
| Lancer du poids         | 22,16 m           | Christian Cantwell                                                                |
| Lancer du disque        | 71,64 m           | Gerd Kanter                                                                       |
| Lancer du marteau       | 82,58 m           | Primož Kozmus                                                                     |
| Lancer du javelot       | 91,28 m           | Andreas Thorkildsen                                                               |
| Heptathlon              | 6 362 points      | Mikk Pahapill                                                                     |
| Décathlon               | 8 790 points      | Trey Hardee                                                                       |
| 5 000 mètres marche     | 18 min 23 s 47    | Ivano Brugnetti                                                                   |
| 20 000 mètres marche    | 1 h 20 min 53 s 6 | Luis López                                                                        |
| 20 kilomètres marche    | 1 h 17 min 38 s   | Valeriy Borchin                                                                   |
| 50 kilomètres marche    | 3 h 38 min 35 s   | Sergey Kirdyapkin                                                                 |
| Relais 4 × 100 mètres   | 37 s 31           | Jamaïque Steve Mullings Michael Frater Usain Bolt Asafa Powell                    |
| Relais 4 × 200 mètres   | 1 min 20 s 32     | États-Unis Brian Miller Gerald Phiri Chris Dykes Justin Oliver                    |
| Relais 4 × 400 mètres   | 2 min 57 s 86     | États-Unis Angelo Taylor Jeremy Wariner Kerron Clement LaShawn Merritt            |
| Relais 4 × 800 mètres   | 7 min 16 s 33     | États-Unis Tevas Everett Kyle Miller Tevan Everett Jacob Hernandez                |
| Relais 4 × 1 500 mètres | 14 min 36 s 23    | Kenya William Biwott Tanui Gideon Gathimba Geoffrey Kipkoech Rono Augustine Choge |

### Femmes
| Épreuve               | Performance        | Athlète                                                                |
| --------------------- | ------------------ | ---------------------------------------------------------------------- |
| 50 mètres             | 6 s 26             | Chandra Sturrup                                                        |
| 60 mètres             | 7 s 11             | Carmelita Jeter                                                        |
| 100 mètres            | 10 s 64            | Carmelita Jeter                                                        |
| 200 mètres            | 21 s 88            | Allyson Felix                                                          |
| 400 mètres            | 48 s 83            | Sanya Richards                                                         |
| 800 mètres            | 1 min 55 s 45      | Caster Semenya                                                         |
| 1 000 mètres          | 2 min 34 s 23      | Christin Wurth-Thomas                                                  |
| 1 500 mètres          | 3 min 56 s 55      | Maryam Yusuf Jamal                                                     |
| Mile                  | 4 min 25 s 64      | Jennifer Barringer                                                     |
| 2 000 mètres          | 5 min 30 s 19      | Gelete Burka                                                           |
| 3 000 mètres          | 8 min 26 s 99      | Meseret Defar                                                          |
| 5 000 mètres          | 14 min 24 s 37     | Meseret Defar                                                          |
| 10 000 mètres         | 29 min 53 s 80     | Meselech Melkamu                                                       |
| 10 kilomètres         | 31 min 04 s        | Mary Jepkosgei Keitany                                                 |
| 15 kilomètres         | 46 min 28 s        | Tirunesh Dibaba                                                        |
| 20 000 mètres         | 1 h 05 min 35 s 3  | Dire Tune                                                              |
| 20 kilomètres         | 1 h 02 min 59 s    | Mary Jepkosgei Keitany                                                 |
| Semi-marathon         | 1 h 06 min 36 s    | Mary Jepkosgei Keitany                                                 |
| 25 kilomètres         | 1 h 22 min 31 s    | Peninah Jerop Arusei                                                   |
| 30 kilomètres         | 1 h 41 min 14 s    | Irina Mikitenko                                                        |
| Marathon              | 2 h 22 min 11 s    | Irina Mikitenko                                                        |
| 100 kilomètres        | 7 h 37 min 24 s    | Kami Semick                                                            |
| 3000 mètres steeple   | 9 min 07 s 32      | Marta Domínguez                                                        |
| 50 mètres haies       | 6 s 84             | Priscilla Lopes-Schliep                                                |
| 60 mètres haies       | 7 s 82             | Lolo Jones                                                             |
| 100 mètres haies      | 12 s 46            | Brigitte Foster-Hylton                                                 |
| 400 mètres haies      | 52 s 42            | Melaine Walker                                                         |
| Saut en hauteur       | 2,08 m             | Blanka Vlašić                                                          |
| Saut à la perche      | 5,06 m             | Yelena Isinbayeva                                                      |
| Saut en longueur      | 7,10 m             | Brittney Reese                                                         |
| Triple saut           | 15,14 m            | Nadezhda Alekhina                                                      |
| Lancer du poids       | 21,07 m            | Valerie Vili                                                           |
| Lancer du disque      | 66,40 m            | Li Yanfeng                                                             |
| Lancer du marteau     | 77,96 m            | Anita Włodarczyk                                                       |
| Lancer du javelot     | 68,92 m            | Mariya Abakumova                                                       |
| Pentathlon            | 4 784 points       | Anna Bogdanova                                                         |
| Heptathlon            | 6 731 points       | Jessica Ennis                                                          |
| 3 000 mètres marche   | 12 min 15 s 70     | Sabine Krantz                                                          |
| 10 000 mètres marche  | 43 min 07 s 62     | Mayumi Kawasaki                                                        |
| 20 000 mètres marche  | 1 h 34 min 57 s 01 | Christine Guinaudeau                                                   |
| 20 kilomètres marche  | 1 h 24 min 56 s    | Olga Kaniskina                                                         |
| Relais 4 × 100 mètres | 41 s 58            | Jamaïque Simone Facey Shelly-Ann Fraser Aleen Bailey Kerron Stewart    |
| Relais 4 × 200 mètres | 1 min 30 s 28      | États-Unis Jessica Beard Gabrielle Mayo Dominique Duncan Porscha Lucas |
| Relais 4 × 400 mètres | 3 min 17 s 83      | États-Unis Debbie Dunn Allyson Felix Lashinda Demus Sanya Richards     |
| Relais 4 × 800 mètres | 8 min 17 s 91      | États-Unis Kimmara McDonald Channel Price Sarah Bowman Phoebe Wright   |

## Trophées

### Hommes
| Trophée                                         | Athlète        |
| ----------------------------------------------- | -------------- |
| Trophée IAAF de l'athlète de l'année            | Usain Bolt     |
| Trophée Track and Field de l'athlète de l'année | Usain Bolt     |
| Trophée de l'athlète européen de l'année        | Phillips Idowu |

### Femmes
| Trophée                                         | Athlète         |
| ----------------------------------------------- | --------------- |
| Trophée IAAF de l'athlète de l'année            | Sanya Richards  |
| Trophée Track and Field de l'athlète de l'année | Sanya Richards  |
| Trophée de l'athlète européen de l'année        | Marta Domínguez |

## Retraite sportive
- Stacy Dragila
- Yuliya Pechenkina

## Décès
- 9 janvier 2009 : René Herms
- 10 janvier 2009 : Marie-Françoise Lubeth, athlète française
- 28 janvier 2009 : Glenn Ashby Davis, champion olympique du 400 m haies en 1956 et 1960
- 18 février 2009 : Kamila Skolimowska, championne olympique du lancer du marteau en 2000.
- 27 février 2009 : Alastair McCorquodale, athlète écossais médaillé d'argent sur 4 × 100 m aux Jeux olympiques de 1948.
- 1er avril 2009 : Arne Andersson, athlète suédois
- 20 juin 2009 : Godfrey Rampling, athlète britannique champion olympique du relais 4×400 m aux Jeux olympiques de 1936.
- 27 août 2009 : Dave Laut, athlète américain